# 小港西站
小港西站是浙江省宁波市规划中的一座地下轨道交通车站，属于宁波轨道交通6号线。车站计划于2027年启用。

## 车站形制
小港西站位于北仑区小港街道江南路、陈山路口。车站沿江南路东西向设置，为地下二层岛式车站，长209.6米，宽19.7米，总建筑面积为12606平方米。

## 出口
小港西站设置4个出入口。